# في أمريكا: قصة الأخوات في الروح
في أمريكا: قصة الأخوات في الروح (بالإنجليزية: In America: The Story of the Soul Sisters)‏ هُو فيلم أمريكي نيجيري صدر سنة 2010، وهُو من إخراج رحمان أولاديغبولو. الفيلم من بطولة جيمي جان لويس وميرلين دورفيلوس. حصل الفيلم سنة 2011 على جائزة أفضل فيلم من إخراج أفريقي يعيش في الخارج، وأيضا على جائزة أفضل مُخرج سينمائي ناشئ في مهرجان روكسبري السينمائي الدولي لسنة 2010 في مدينة بوسطن في ولاية ماساتشوستس الأمريكية.

## طاقم التمثيل
- كانداس كامينغز في دور صونيا إبراهيم.
- كريستيان ديجيسوس في دور كورتيس أندرسون.
- روجر ديلينغهام جونيور في دور طارق إبراهيم.
- ميرلين دورفيلوس في دور سايد جورج.
- جيمي جان لويس في دور تاي أوجو.

## روابط خارجية
في أمريكا: قصة الأخوات في الروح على موقع IMDb (الإنجليزية)